# محاكاة الزراعة
محاكاة الحياة في المزرعة (وتسمى أيضًا محاكاة الزراعة أو محاكاة المزرعة ) هي فئة فرعية من ألعاب محاكاة الحياة تجمع بين عناصر المحاكاة الاجتماعية، ومحاكاة المواعدة، ومحاكاة المزرعة. تتميز هذه الألعاب عادةً بوجود بطل ينتقل إلى منطقة ريفية ليتولى إدارة مزرعة، غالبًا بسبب وراثة من قريب متوفى أو هروبًا من ملل الحياة الحضرية. يقوم اللاعب بزراعة المحاصيل، وتربية الماشية لكسب المال، والتفاعل مع مجموعة متنوعة من الشخصيات التي تمثل سكان المدينة.
إضافة إلى ذلك، تعمل هذه الألعاب على تقديم أهداف قصصية رئيسية يمكن للاعب العمل لتحقيقها، إذا كانت موجودة. 
تعود أصول هذا النوع إلى سلسلة هارفست مون، والتي كانت تقريبًا السلسلة الوحيدة من هذا النوع لفترة طويلة. ومع إصدار لعبة ستارديو فالي، وهي لعبة مستقلة ناجحة مستوحاة من السلسلة، أصبحت محاكاة الحياة الزراعية شائعة كنوع مميز في عالم الألعاب.

## ألعاب بارزة
- كورال أيلاند (لعبة فيديو)
- Disney Dreamlight Valley
- Fae Farm
- Farmagia
- Fields of Mistria
- Harvestella
- Kitaria Fables
- My Time at Evershine
- My Time at Portia
- My Time at Sandrock
- Ooblets
- Paleo Pines
- Roots of Pacha
- Sakuna: Of Rice and Ruin
- ستارديو فالي
- هارفست مون
  - Innocent Life
  - Rune Factory
- Sun Haven
- Wylde Flowers